# ジム・カー
ジム・カー（Jim Kerr、出生名：ジェームス・カー James Kerr 1959年7月9日 - ）は、スコットランド出身のロックミュージシャン、シンガーソングライター。
同国のロックバンド「シンプル・マインズ」のヴォーカリスト、フロントマンとして知られている。

## 来歴
1959年、グラスゴーのアイルランド系の家庭に生まれる。高校時代にJohnny and the Self Abusersというバンドを組み、キーボードとボーカルを担当した。その後バンドは現在のシンプル・マインズに名前を変え1979年にデビューし、バンドは現在も活動中である。2010年にはアルバム『Lostboy! AKA Jim Kerr』をリリースし、ソロデビューも果たした。

## 私生活
1984年にプリテンダーズのボーカルであるクリッシー・ハインドと結婚し、一女を儲けるが1990年に離婚。1992年に女優のパッツィ・ケンジットと再婚し、一男を儲けるが1996年に離婚した。
現在シチリア島のタオルミーナに住んでおり、Vila Angelaというホテルを経営している。

## ソロ作品

### アルバム
- Lostboy! AKA Jim Kerr （2010年）

### シングル
- "Shadowland" （2010年）
- "Refugee" （2010年）
- "She Fell in Love with Silence" （2010年）